# Fantoche
Fantoche és una pel·lícula en blanc i negre de l'Argentina dirigida per Román Viñoly Barreto sobre el guió d'Hugo Moser que es va estrenar el 10 d'octubre de 1957 i que va tenir com a principals intèrprets a Luis Sandrini, Beatriz Taibo i Eduardo Sandrini.